# Varig Logística
Varig Logística was een Braziliaanse luchtvrachtmaatschappij met haar thuisbasis in Rio de Janeiro.

## Geschiedenis
VarigLog is opgericht in 2000 als een dochter van Varig. In 2005 werd 95% overgenomen door MatlinPatterson Global Advisors uit New York en werd Varig Logistica een zelfstandige onderneming.

## Vloot
De vloot van Varig Logistica bestaat uit:(januari 2008)
- 2 McDonnell-Douglas MD11F
- 4 McDonnell-Douglas DC10-30
- 1 Boeing B727-100(F)
- 3 Boeing B727-200(F)
- 6 Boeing B757-200(F)